# San Vicente (Bárcena del Monasterio)
San Vicente es una casería que pertenece a la parroquia de Bárcena del Monasterio en el concejo de Tineo (Principado de Asturias). Se encuentra a 377 m s. n. m. y está situada a 18,50 km de la capital del concejo, la villa de Tineo. 

## Población
En 2020 contaba con una población de 1 habitante (INE, 2020) repartidos en un total de 5 viviendas (INE, 2010).